# Parco urbano dell'Irno
Il Parco urbano dell'Irno è situato sulle rive dell'omonimo fiume ed è composto da giardini che si estende su un'area di circa 35.000 m2, dove un tempo funzionava una fabbrica di laterizi.

## Punti di interesse
La realizzazione del Parco ha consentito il restauro del vecchio mulino, del forno e della ciminiera dell'antico opificio, armonicamente inseriti nella nuova destinazione di spazi ricreativi ed aggregativi di particolare interesse.
Il vecchio edificio del mulino è stato interamente recuperato conservando l'architettura della sua antica funzione. Al suo interno ospita spazi per eventi e manifestazioni ed ambienti destinati ad attività per ragazzi e per bambini, nonché per attività sportive al chiuso (pattinaggio su ghiaccio).
Restaurato anche il vecchio forno in mattoni, dalla originale pianta ellittica, e la ciminiera a memoria della vecchia fabbrica; il forno, nella sua nuova destinazione, ospiterà un museo ed un punto ristoro. Il forno, inoltre, ospiterà al suo interno un piccolo "Museo della ceramica" ed al piano superiore, negli spazi creati nella nuova struttura in acciaio, una sala da the ed emeroteca nonché un ristorante pizzeria.
Segno caratterizzante dell'intervento è il recupero della vecchia ciminiera del forno, elemento tangibile di archeologia industriale e memoria dell'antica fabbrica di mattoni, ed armonicamente inserita nella moderna nuova struttura in acciaio.
Nell'ambito del Parco è stato realizzato un nuovo ponte lungo 65 m e largo 21 m: esso consente il collegamento pedonale e carrabile a doppio senso di circolazione tra la Lungoirno e la Via Irno attivando di fatto il collegamento della Lungoirno con la tangenziale di Salerno.

## Flora
Dal punto di vista botanico, all'interno del Parco Irno si distinguono “7 giardini tematici” in base alle specie botaniche che accolgono il visitatore, tutti circondati da piante rampicanti ornamentali e profumate: il “giardino dei centenari”, il “giardino delle piante medicinali”, il “giardino delle rose”, il “giardino dei frutti”, il “giardino delle piante aromatiche del mediterraneo”, il “giardino delle magnolie”, il “giardino degli agrumi”.
Gli ampi prati verdi sono destinati allo svago, al riposo, al gioco e vi si possono installare anche piccole attrezzature per lo sport. I percorsi pedonali sono tutti pavimentati in cotto, contribuendo a creare un'atmosfera accogliente in un'oasi di gioia e di divertimento.
Dall'autunno del 2012 il mulino è sede di un teatro intitolato ad Antonio Ghirelli attualmente gestito dalla Fondazione Salerno Contemporanea.

## Eventi
Dal 2014 al 2024 il parco ha ospitato il FantaExpo, fiera del fumetto della città di Salerno che si teneva nei primi giorni di Settembre. Negli anni si sono esibiti all'interno della manifestazione artisti legati al mondo dei cartoni animati come Cristina D'Avena, Giorgio Vanni o i Gem Boy, ma anche artisti della scena indie e rap come Nitro, Coez e Massimo Pericolo.